# Żabno (osada leśna w województwie wielkopolskim)
Żabno – osada leśna w Polsce położona w województwie wielkopolskim, w powiecie śremskim, w gminie Brodnica.
W latach 1975–1998 miejscowość administracyjnie należała do województwa poznańskiego.